# Режим підземних вод
Режим підземних вод — зміна в часі динамічних, геохімічних, температурних та ін. якісних і кількісних показників підземних вод (рівнів, напору, витрат, хімічного і газового стану, температури і т. д.). Факторами, що визначають Р.п.в., є: геологічна будова, геоморфологічні та гідрометеорологічні умови, біосфера та діяльність людини.

## Загальна характеристика
Під режимом підземних вод розуміють короткочасні, сезонні, багаторічні та вікові зміни рівнів i напору, витрат, хімічного i газового складу, температури та інших якісних i кількісних показників параметрів підземних вод. У відповідності з цим говорять про рівневий, температурний, сольовий режими тощо. Основними факторами, які зумовлюють режим підземних вод, є: геологічна будова, яка визначає літологічний склад водоносного горизонту, умови його залягання, живлення i дренажу; геоморфологічні особливості, а також клімат; біосферний та антропогенний вплив.
Всі перераховані фактори діють повсюди, але роль кожного з них на різних територіях є неоднаковою. Наприклад, вплив клімату на режим підземних вод у спекотних пустелях виражається в переважанні випаровування над іншими кліматичними елементами. У полярних регіонах вирішального значення набувають низька температура i велика вологість повітря, які суттєво знижують випаровування.
Природний режим підземних вод часто не відповідає потребам господарської діяльності людини, що викликає необхідність зміни його в той чи інший бік. У зоні надлишкового зволоження головні зусилля людини направлені на зниження рівня ґрунтових вод. У зоні недостатнього зволоження, де в землеробстві застосовується зрошення, зусилля з регулювання підземних вод направлені на утримання рівня ґрунтових вод на певній глибині від поверхні.
На початку ХХІ ст. різні галузі господарства зацікавлені в регулюванні режиму підземних вод. Тому при Міністерстві геології України створена мережа гідрогеологічних режимних станцій. Тут, у спеціальних свердловинах, ведуться спостереження за рівнями підземних вод, вивчаються їхні хімічні та інші параметри. Режим підземних вод залежить від впливу природних та господарських факторів. До природних належать кліматичні (температура, кількість опадів, об'єми випаровування тощо), гідрологічні (коливання рівнів річок, озер та боліт, морські припливи та відпливи), біологічні (транспірація), геологічні (сучасні сейсмічні явища) та інші фактори. Господарські фактори проявляються у штучному зрошенні i осушенні земель, видобуванні підземних вод, будівництві водосховищ, штучному поповненні запасів підземних вод, підземному захороненні промислових стоків, впливі шахтних вод тощо.
Режими підземних вод, які визначаються лише природними факторами, називаються природними, а режими, які обумовлені одночасно природними та господарськими факторами, називають порушеними.
За часом виявлення змін рівня та інших елементів режиму підземних вод розрізняють короткочасний, добовий, сезонний, річний, багаторіч¬ний та віковий режими.
Природні режими підземних (в основному ґрунтових) вод залежно від діючих факторів дещо умовно поділяють на кліматичний, гідрологічний та комплексний.

## Кліматичний режим
Під впливом кліматичних факторів змінюється співвідношення між живленням i витратою підземних вод. Якщо переважає живлення, то відбувається підняття рівня ґрунтових вод, а якщо переважає витрата — відбувається зниження рівня. Ґрунтовим водам, які характеризуються кліматичним типом режиму, властиве живлення за рахунок атмосферних опадів. Оскільки інфільтраційне живлення залежить не лише від кількості атмосферних опадів i розподілу їх за сезонами року, але i від випаровування, масштабів та теплового режиму зони аерації, то характер коливання рівня ґрунтових вод може бути різним. Чим меншою є глибина залягання ґрунтових вод i вищою водопроникність зони аерації, тим більше атмосферних опадів досягає водоносного горизонту, тим швидше відбувається підйом рівня ґрунтових вод.
Кліматичний режим властивий ґрунтовим водам вододільних просто¬рів, широких алювіальних рівнин, гірських масивів. Характерним для нього є зв'язок багаторічних коливань рівня зі зміною кліматичних факторів.

## Гідрологічний режим
Гідрологічний режим зумовлений впливом поверхневих водойм i водотоків. Вплив річок на режим ґрунтових вод має різний характер. За наявності гідравлічного зв'язку між ними з підйомом води в річці рівень вод підвищується i навпаки. Ширина зони впливу річок на режим ґрунтових вод залежить від величини витрат води в річці та висоти і тривалості рівня повені, амплітуди змін її рівнів, від геологічної будови берегів i параметрів водоносних горизонтів. Вплив інших водойм на режим гідравлічно пов'язаних із ними ґрунтових вод аналогічний до впливу річок.
Морські припливи та відпливи спричиняють у приморських районах помітні коливання рівнів підземних вод, що простежуються вглиб суші до 10–15 км від лінії моря.

## Режим підземного притоку
Режим підземного притоку характерний для тих територій, де на підземні води впливають припливи з області живлення. Цей режим є типовим для периферії конусів виносу та передгірських шлейфів, де ґрунтові та напірні води майже синхронно (з деяким запізненням) повторюють коливання витрат річок.
За неглибокого залягання ґрунтових вод, окрім гідрологічних процесів i підземного притоку, на їх режим впливають кліматичні та біологічні умови. За одночасного впливу усіх цих факторів приблизно рівною мірою формується комплексний режим ґрунтових вод із досить різноманітними формами коливання рівня.

## Порушені режими підземних вод
Порушені режими підземних вод мають місце під час будівництва водосховищ, на зрошуваних та осушуваних площах, у районах водозабірних свердловин, на площах штучного поповнення підземних вод, в районах вугільних шахт, промислових кар'єрів, на забудованих площах тощо.
Режими різних за умовами залягання підземних вод дуже відрізняються один від одного.

## Режим верховодки
Верховодка знаходиться в зоні аерації найближче до поверхні i значною мірою залежить від загальнокліматичних умов. Тому режим верховодки характеризується швидкими змінами i розглядати його потрібно не лише у зв'язку з геологічною будовою, а разом зі складом ґрунтів, рослинністю, метеорологічними умовами, особливостями рельєфу тощо.

## Режим ґрунтових вод
Режим ґрунтових вод обумовлюється різними факторами. Коливання температури ґрунтових вод можуть бути значними, що залежить від глибини залягання дзеркала ґрунтових вод. За неглибокого залягання ґрунтові води зазнають добових коливань температури, а за глибокого — основний вплив мають сезонні коливання температури.
Дослідження режиму коливань температури води дає можливість виявити генезис ґрунтових вод. Так, живлення ґрунтових вод від поверхневих водойм веде до того, що коливання температури поверхневих i ґрунтових вод є синхронними. Якщо ж у літній період з підвищенням температури повітря температура ґрунтових вод підвищується не суттєво, то це свідчить про живлення їх також і за рахунок нижніх горизонтів.
Коливання рівня ґрунтових вод іноді можуть досягати протягом року декількох метрів. Існують різні причин коливання їх рівня. Насамперед на це впливають атмосферні опади, з якими, як правило, встановлюється тісний гідравлічний взаємозв'язок. Це може також бути і вплив атмосферного тиску: за підвищення його рівень ґрунтових вод падає і навпаки. На коливання рівня впливають i зміни температури, причому за підвищення температури повітря за інших рівних умов рівень води в колодязях зростає, а за пониження — падає, а також розтавання снігу, морські припливи та відпливи, зміни рівнів води у водоймах і штучних водозаборах.
Зміни хімічного складу ґрунтових вод у деяких випадках можуть бути досить значними і пов'язані з забрудненням їх стічними водами різного походження.
Напірні або артезіанські води характеризуються відносно постійним режимом. Під впливом кліматичних i гідрологічних факторів п'єзометричний рівень їх практично не змінюється в часі. Значні зміни п'єзометричних рівнів можуть бути зумовлені діяльністю водозаборів, відкачкою води під час видобування корисних копалин, скиданням пластових вод у гідрогеологічні структури тощо.

## Режим тріщинних і карстових вод
Ці води характеризуються вкрай непостійним режимом — різке підвищення рівня може змінюватись таким же різким його падінням. В посуху джерела таких вод можуть зовсім зникати. Режим тріщинних i карстових вод дуже залежить від кліматичних факторів, тріщинуватості та закарстованості порід.